# 不丹足球甲級聯賽
不丹足球甲級聯賽（英語：Bhutan Super League），前稱延布足球聯賽（英語：Thimphu League），是不丹一個足球聯賽。至2012年前，此聯賽是不丹國內最高級別聯賽，自2013年起成立新的不丹足球超級聯賽，使甲級聯賽成為國內次級聯賽。

## 歷史
不丹足球甲級聯賽前身在曾以多種聯賽形式舉行。成立之初為一個在羌黎密塘体育场舉行的單循環賽事。2001年起，帕羅足球會和其它宗地區的足球會加入聯賽，正式組成A級聯賽。
2003年，金字塔形式的足球聯賽終於在不丹落實。以A級聯賽為頂級賽事，下設B級和C級聯賽，各聯賽均按成績設升降級制度。
2004年，不丹冠軍球隊運輸聯足球會獲得了參加2005年亞足聯主席盃的資格。
2012年，新成立的不丹足球超級聯賽取代了A級聯賽成為國內頂級聯賽，A級聯賽冠軍亦亦去了參加亞足聯主席盃的資格。
2015年，聯賽更名為延布足球聯賽。
2019年，延布足球聯賽更名為不丹足球甲級聯賽。